# Тони Эрдманн
«Тони Эрдманн» (нем. Toni Erdmann) — кинофильм немецкого режиссёра Марен Аде, вышедший на экраны в 2016 году. Лента участвовала в основном конкурсе Каннского кинофестиваля, а также была удостоена множества наград и номинаций, включая номинации на премии «Оскар», «Золотой глобус» и BAFTA за лучший фильм на иностранном языке. Премьера в России состоялась 23 февраля 2017 года.

## Сюжет
Бывший учитель музыки Винфред решает помириться с дочкой. Она — успешный бизнес-консультант престижной корпорации, давно отдалилась от отца. Дабы завладеть её вниманием и вернуть расположение, он выдает себя за странноватого бизнесмена по имени Тони Эрдманн.

## В ролях
- Петер Симонишек — Винфред Конради / Тони Эрдманн
- Сандра Хюллер — Инес Конради
- Михаэль Виттенборн — Хеннеберг
- Томас Лойбль — Херальд
- Тристан Пюттер — Тим
- Хадевих Минис — Татьяна
- Люси Расселл — Штеф
- Ингрид Бису — Анка
- Влад Иванов — Илиеску
- Виктория Малекторович — Наталья

## Награды и номинации

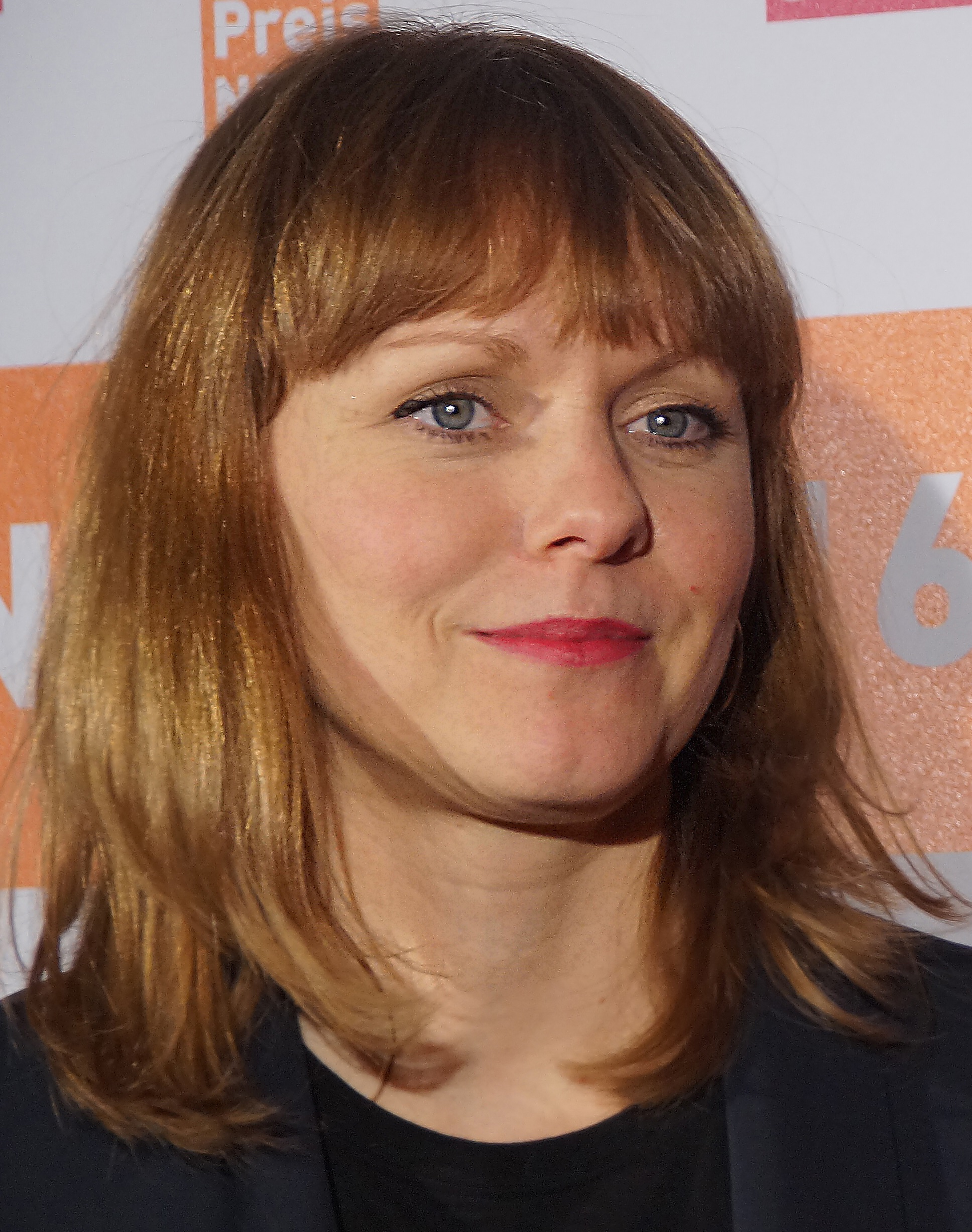
Марен Аде, режиссёр фильма

- 2016 — участие в конкурсной программе Каннского кинофестиваля, где лента была удостоена приза ФИПРЕССИ[1][2].
- 2016 — приз ФИПРЕССИ на кинофестивале в Сан-Себастьяне.
- 2016 — три приза Брюссельского кинофестиваля: «Золотой Ирис» за лучший фильм, специальный приз жюри, приз RTBF TV.
- 2016 — участие в конкурсной программе Ереванского кинофестиваля.
- 2016 — приз за лучшую режиссерскую работу кинофестиваля «Евразийский мост».
- 2016 — 5 премий Европейской киноакадемии: лучший европейский фильм, лучший европейский режиссёр (Марен Аде), лучший европейский сценарист (Марен Аде), лучшая европейская актриса (Сандра Хюллер), лучший европейский актёр (Петер Симонишек)[3].
- 2016 — премия Нью-Йоркского общества кинокритиков за лучший фильм на иностранном языке.
- 2016 — премия норвежских кинокритиков на Норвежском кинофестивале.
- 2016 — номинация на премию британского независимого кино за лучший международный независимый фильм.
- 2017 — номинация на премию «Оскар» за лучший фильм на иностранном языке.
- 2017 — номинация на премию «Золотой глобус» за лучший фильм на иностранном языке.
- 2017 — номинация на премию BAFTA за лучший фильм не на английском языке (Марен Аде, Янина Яковски).
- 2017 — номинация на премию «Спутник» за лучший фильм на иностранном языке.
- 2017 — номинация на премию «Сезар» за лучший иностранный фильм.
- 2017 — номинация на премию «Золотой жук» за лучший иностранный фильм.
- 2017 — 6 премий Deutscher Filmpreis: лучший фильм, лучшая режиссура (Марен Аде), лучший сценарий (Марен Аде), лучшая женская роль (Сандра Хюллер), лучшая мужская роль (Петер Симонишек), лучший монтаж (Хайке Парплис).
- 2017 — премия «Бодиль» за лучший неамериканский фильм (Марен Аде).
- 2017 — премия «Независимый дух» за лучший международный фильм.
- 2017 — премия Лондонского кружка кинокритиков за лучший фильм на иностранном языке, а также 5 номинаций: лучший фильм, лучшая режиссура (Марен Аде), лучший сценарий (Марен Аде), лучшая актриса (Сандра Хюллер), лучший актёр (Петер Симонишек).
- 2018 — номинация на премию «Гойя» за лучший европейский фильм.
- 2018 — номинация на премию «Империя» за лучшую комедию.
- 2018 — номинация на премию «Орлы» за лучший европейский фильм.

## Ремейк
7 февраля 2017 года киностудия Paramount Pictures выступила с объявлением голливудского ремейка фильма Аде. Главные роли в нём должны исполнить Джек Николсон и Кристен Уиг.